# Hermann Kuhnt
Hermann Kuhnt (ur. 14 kwietnia 1850 w Senftenbergu, zm. 31 października 1925 w Bonn) – niemiecki lekarz okulista.

## Życiorys
Medycynę studiował w Bonn, Berlinie oraz Würzburgu. Po krótkim stażu z anatomii w Rostocku, został asystentem Otto Beckera w klinice okulistyki Uniwersytetu w Heidelbergu (1876-1880), gdzie habilitował się w 1879. W 1880 przeniósł się na Uniwersytet w Jenie, do nowo utworzonej uniwersyteckiej kliniki okulistycznej, której był profesorem zwyczajnym w latach 1881-1892. W okresie 1892–1907 był profesorem okulistyki na Uniwersytecie w Królewcu. Potem objął katedrę w Bonn po T. Saemischu.
W 1899 wraz z J. v. Michelem założył czasopismo okulistyczne „Zeitschrift für Augenheilkunde”.